# Hans Vredeman de Vries
Hans Vredeman de Vries (Leeuwarden, 1525/1526-Hamburgo, 1609) fue un pintor, diseñador de arquitecturas efímeras, jardines e interiores, arquitecto militar y teórico del arte.

## Biografía
Nacido en Leeuwarden (Frisia), donde se formó como ebanista. Muy viajero, trabajó en Kampen, en el taller de un pintor local; en Amberes, donde en 1549 colaboró en las decoraciones festivas para la Joyeuse entrée del príncipe Felipe II; en Kollum, así como en Malinas, Aquisgrán, Lieja, Fráncfort, Brunswick, Danzig, Praga (al servicio del emperador Rodolfo II entre 1596 y 1598), La Haya y Hamburgo.
Casi todas sus pinturas son de vistas arquitectónicas, de palacios y columnatas, y se distinguen por sus efectos de luz y de perspectiva. Influido por Serlio y la Escuela de Fontainebleau publicó numerosos grabados. Su influencia, a su vez, fue importante en el norte de Europa.
Su única pintura conocida en España ha de ser el Capricho arquitectónico con personajes (1568) del Museo de Bellas Artes de Bilbao.